# Hôtel Drouot
Hôtel Drouot je velká aukční síň v Paříži známá svými prodeji výtvarného umění a starožitností. V budově je 16 sálů, kde hostuje 70 nezávislých aukčních firem působících pod zastřešujícím seskupením Drouot.
Hlavní sídlo firmy, zvané Drouot-Richelieu, se nachází na Rue Drouot v 9. obvodu, na místě, které kdysi bývala pařížská opera Salle Le Peletier. Nejbližší stanicí metra je Richelieu - Drouot. Dalšími místy jsou Drouot-Montaigne, Drouot-Montmartre a Drouot-Véhicules.
Podrobnosti o připravovaných aukcích se zveřejňují v týdeníku Gazette de l'Hôtel Drouot. Je v prodeji na novinových stáncích nebo si jej zájemci předplatí.
V roce 2008 byl Hôtel Drouot na 5. místě podle prodejů mezi pařížskými aukčními domy, po Sotheby's, Christie's, Artcurial a Ader-Picard-Tajan.

## Historie
Aukční síň Hôtel Drouot byla slavnostně otevřena 1. června 1852. V letech 1976–1980, během rekonstrukce současné budovy, se prodej uskutečňoval v bývalém Gare d'Orsay. V roce 2000 proběhla reforma francouzských aukčních zákonů. Drouot je nyní dceřinou společností francouzské obchodní banky BNP Paribas.
V aukcích Hôtel Drouot byly prodávány stovky posvátných relikvií. Patří mezi ně například indiánské, eskymácké a předkolumbovské artefakty. Navzdory prosbám amerického velvyslanectví, které v roce 2014 naléhalo na zastavení prodeje těchto předmětů, kterých si vážili Navahové a Hopiové, byly položky ponechány v aukci. Navahové byli schopni zpět získat pouze sedm z možná 270 položek, které byly prodány a které představují jejich národní kulturní dědictví.